# Argyrodes exlineae
Argyrodes exlineae là một loài nhện trong họ Theridiidae.
Loài này thuộc chi Argyrodes. Argyrodes exlineae được Lodovico di Caporiacco miêu tả năm 1949.